# 百脉根
百脉根（学名：Lotus corniculatus）是一种豆科植物。这种植物在中国南北等地均有栽培。在云南、贵州、四川、湖北、湖南、陕西、甘肃等地区均发现有野生种。

## 使用
它在農業中用作飼料植物，用於牧草、乾草和青貯飼料。它是一種高質量的飼料，不會引起反芻動物的脹氣。

## 對環境的影響
提供良好的土壤覆蓋，特別是如果與高羊茅或小麥作物，如：大麥、燕麥。
可以沿著路邊播種，以防止風和水的侵蝕。

## 藥用價值
主要用作鎮靜和神經系統和心臟系統的方面。它們對消化道有解痙作用。在意大利的Sannio地區，泡茶飲用的方式可用於平息焦慮、助眠和壓力造成的疲憊。

## 延伸阅读
[在维基数据编辑]
 《欽定古今圖書集成·博物彙編·草木典·百脈根部》，出自陈梦雷《古今圖書集成》